# Mons.arena
La mons.arena est une salle polyvalente située à Jemappes (Mons), dans la province de Hainaut, en Belgique. Utilisée pour des événements sportifs, culturels et concerts, elle accueille principalement les matchs du club de basket-ball de première division Union Mons-Hainaut. 

## Historique
La mons.arena voit le jour en octobre 2004 et remplace les Halles de Jemappes, partiellement démolies. Le coût final de la salle s’élève à 6,5 millions d’euros, financés par la communauté francophone et la ville de Mons,. Elle est officiellement inaugurée le 16 octobre 2004 à l’occasion d’un match de basket-ball de première division belge entre l’Union Mons-Hainaut et les Louvain Bears, devant 3 300 spectateurs. Mons s’impose 106 à 82.